# Oldřich Nejedlý
Oldřich Nejedlý  (25 prosince 1909 Žebrák – 11. června 1990 Žebrak) byl československý fotbalista.

## Sportovní kariéra
Oldřich Nejedlý patřil k nejproslulejším kanonýrům a nejlepším českým fotbalistům 30. let 20. století. Hrával zpravidla jako levá spojka. Byl znám výtečnou technikou ovládání míče, křížnými přihrávkami i střeleckým uměním. Světově se proslavil zejména jako nejlepší střelec II. mistrovství světa v kopané.
S kopanou začal v rodném Žebráku a v 15 letech hrál už v prvním týmu za muže. V roce 1927 krátce hrál za Čechoslovan Košíře, ale brzy se znovu vrátil do Žebráku, z nějž hned v dalším roce 1928 přestoupil do SK Rakovník. Po třech letech jej získala pražská Sparta, za kterou v letech 1931–1941 odehrál 415 zápasů, z toho 187 ligových, a vstřelil 388 gólů, z nichž 162 bylo ligových. Se Spartou získal i tehdy nejcennější evropskou klubovou trofej, Středoevropský pohár. Závěr kariéry odehrál Oldřich Nejedlý znovu v Rakovníku, jemuž vystřílel historický postup do 1. ligy.

### Reprezentace
V reprezentaci se ve 44 utkáních trefil devětadvacetkrát, díky čemuž se dodnes dělí o páté místo v žebříčku kanonýrů. Podstatně pomohl národnímu mužstvu až k účasti ve finále Mistrovství světa 1934 v Itálii, kde i díky hattricku do sítě Německa se stal celkem s pěti vstřelenými brankami nejlepším střelcem šampionátu. Kariéru Nejedlého, stejně jako jeho generačních vrstevníků, poznamenala okupace a druhá světová válka, během níž se nehrály mezistátní zápasy.